# Општина Литија
Општина Литија (словен. Litija) је једна од општина Средњесловенске регије у држави Словенији. Седиште општине је истоимени град Литија.

## Природне одлике
Рељеф: Општина Литија налази се у средишњем делу државе, источно од Љубљане. Општина пружа дуж клисуре реке Саве, коју окружује Посавско Хрибовје са обе стране реке.
Клима: У општини влада умерено континентална клима.
Воде: Најважнија река у општини је Сава, која пресеца општину на северни и јужни део и која протиче кроз град Литију. Сви остали водотоци су потоци и притоке су реке Саве.

## Становништво
Општина Литија је средње густо насељена.

## Насеља општине
| - Берињек - Бистрица - Битиче - Болтија - Боровак при Полшнику - Брег при Литији - Брезје при Кумпољу - Брезово - Брглез - Ваче - Велика Гоба - Велика Преска - Велики Врх при Литији - Вернек - Водице при Габровки - Вовше - Габровка - Габрска Гора - Гобник - Голишче - Горење Јелење - Горње Равне - Добје - Добовица - Доле при Литији - Долго Брдо - Загорица | - Загозд - Заподје - Заврх - Зглавница - Згорња Јевница - Згорњи Хотич - Згорњи Лог - Јаворје при Габровки - Јеленска Ребер - Јесење - Јевница - Јежевец - Кал при Долах - Камни Врх - Кандрше - Кланец при Габровки - Кленик - Коњ - Коњшица - Креснице - Креснишке Пољане - Креснишки Врх - Кржишче при Чатежу - Кумпоље - Лазе при Гобнику - Лазе при Вачах | - Леше - Литија - Љубеж в Лазих - Луковец - Маголник - Мала Гоба - Мала Села - Мамољ - Моравче при Габровки - Моравшка Гора - Нова Гора - Окрог - Печице - Подбуковје при Вачах - Подпеч под Скало - Подшентјур - Погоник - Полшник - Поновиче - Поток при Вачах - Прелесје - Превале - Превег - Прежењске Њиве - Радгоница - Равне | - Ренке - Рибче - Ржишче - Сава - Селце - Славина - Сливна - Сопота - Сподње Јелење - Сподњи Хотич - Сподњи Лог - Странски Врх - Стрмец - Сухадоле - Тенетише - Тепе - Тихабој - Тлака - Толсти Врх - Хоховица - Худе Равне - Циркуше - Чатешка Гора - Чепље - Ширмански Хриб - Широка Сет - Шумник |  |